# Robert Eriksson
Robert Eriksson (né le 23 avril 1974 à Levanger) est un lobbyiste norvégien et ancien homme politique (parti du progrès). Il est élu au Parlement norvégien pour le Nord-Trøndelag de 2005-2013 et est le président de la commission Parlementaire pour le travail et les affaires sociales de 2009 à 2013. Entre 2013 et 2015, il est ministre du travail dans le gouvernement Solberg. Après avoir quitté la politique en 2015, il travaille comme consultant en relations publiques dans l'entreprise MSLGROUP et en tant que lobbyiste pour l'industrie agro-alimentaire issue de la mer et, depuis 2017, le chef de file de la recherche dans l'industrie agro-alimentaire Norske Sjømatbedrifters Landsforening.

## Carrière politique

### Locale
Eriksson est président de la section jeunesse du parti du progrès pour le Comté de Nord-Trøndelag (1991-1994), puis il est haut responsable du parti du progrès des Jeunes durant les années 1995-1996 et 1998-2000, ainsi que vice-président du parti du progrès de la Jeunesse de 1998 à 2000. Sur le plan local, il est président du FrP en 1992-1993 pour la commune de Verdal, membre du conseil municipal de 1992 à 2011, chef de groupe de 1995 à 2006.

### Nationale
Eriksson est également membre du parlement régional du comté de Nord-Trøndelag (1995-2005), chef de groupe, de 1997 à 2006, président pour la région du Frp (2002-2008). Avant d'être élu au Storting en 2005, Eriksson est premier adjoint parlementaire (1997-2005). Il a voulu renouveler son mandat lors des élections législatives de 2013, mais le FrP n'a pas obtenu assez de voix dans le Nord-Trøndelag pour qu'il puisse de nouveau être parlementaire.

### Ministre du travail
Eriksson est, en 2013, nommé en tant que ministre du travail dans le gouvernement Solberg. Il doit quitter le gouvernement, contre sa volonté, le 16 décembre 2015, après que le parti du Progrès ait décidé qu'il devrait être remplacé,.

## Consultant en relations publiques et lobbyiste
Après avoir servi en tant que ministre du travail, il commence le 1er août 2016 un travail en tant que consultant dans l'agence de communication MSLGROUP. Il annonce par la suite qu'il n'allait pas rester comme candidat pour le parti d'extrême-droite aux prochaines élections législatives.